# Rūsiņš (1982)
Rūsiņš (M-08), wcześniej Hr.Ms. „Alkmaar” (M850) – holenderski, a następnie łotewski niszczyciel min typu Tripartite (Alkmaar) z lat 80. XX wieku. Okręt ma wyporność pełną 595 ton, a jego napęd stanowi silnik wysokoprężny i dwa silniki elektryczne. Jednostka osiąga prędkość 15 węzłów i zasięg 3000 Mm, a jej główne wyposażenie przeciwminowe stanowią dwa pojazdy podwodne oraz trały.
Okręt został zwodowany 18 maja 1982 roku w stoczni Van der Giessen-de Noord w Alblasserdam, a w skład Koninklijke Marine został wcielony 28 maja 1983 roku. Jednostka została skreślona z listy holenderskiej floty 12 maja 2000 roku, po czym została w 2007 roku sprzedana Łotwie i 13 lipca 2011 roku weszła do służby w Latvijas Jūras spēki. „Rūsiņš” nadal znajduje się w składzie łotewskiej floty (stan na 2023 rok).

## Projekt i budowa
Rosnące zagrożenie minowe, spowodowane postępem technicznym w konstrukcji nowych typów min morskich sprawiło, że nastąpiła potrzeba zastąpienia służących do tej pory do ich zwalczania klasycznych trałowców. Nowa metoda zwalczania min została opracowana w Wielkiej Brytanii w drugiej połowie lat 60. XX wieku: zakładała ona wykrywanie i zlokalizowanie min przez odpowiednie sonary, a następnie ich selektywne niszczenie przy pomocy bezzałogowych pojazdów podwodnych. Początkowo system ten Brytyjczycy umieścili na kilkunastu zbudowanych w latach 50. trałowcach typu Ton z drewnianymi kadłubami, które po przebudowie dały początek klasie niszczycieli min.
Proces zaprojektowania i budowy nowych jednostek tej klasy był bardzo kosztowny, gdyż trzeba było nie tylko wybrać i wykonać odpowiedni małomagnetyczny materiał na kadłub jednostek, ale też wyposażyć je w zaawansowane systemy elektroniczne służące do wykrywania i niszczenia małych obiektów podwodnych. Stworzenie takiego okrętu było jednak dla krajów Europy Zachodniej koniecznością, gdyż na początku lat 70. w służbie flot NATO znajdowały się niemal wyłącznie przestarzałe trałowce (z wyjątkiem sześciu nowoczesnych jednostek typu Circé, wprowadzonych do służby w Marine nationale w latach 1969–1973). Aby rozłożyć koszty projektu nowych okrętów, współpracę nawiązały trzy państwa: Belgia, Francja i Holandia, stąd opracowany wspólnie projekt otrzymał nazwę Tripartite (pol. trójprzymierze). Projektanci trzech krajów razem stworzyli ogólną koncepcję okrętu oraz projekt jego kadłuba, bazując na rozwiązaniach zastosowanych w typie Circé; dalszy podział obowiązków zakładał opracowanie przez Belgów instalacji elektrycznej i systemu niszczenia min, Francuzi mieli zaprojektować wyposażenie trałowe i systemy elektroniczne, zaś domeną Holendrów była siłownia główna.
Niszczyciele min typu Tripartite zostały zaprojektowane w latach 1973–1976. Łącznie w latach 1977–1995 zbudowanych zostało 40 okrętów tego typu: 10 dla Belgii, 10 dla Francji (określane tam jako typ Éridan), 15 dla Holandii (nazwane typem Alkmaar) oraz trzy jednostki dla Pakistanu i dwie dla Indonezji. Kompleks sonarowy jest w stanie wykrywać miny oraz obiekty minopodobne z odległości do 500 metrów i na głębokości maksymalnie 80 metrów oraz określić ich położenie z dokładnością do 15 metrów (na małej głębokości obiektu) przy stanie morza 5, a także wykonywać tradycyjne zadania trałowania.
Przyszły „Alkmaar”, okręt prototypowy serii holenderskich jednostek typu Tripartite, zbudowany został w stoczni Van der Giessen-de Noord w Alblasserdam pod numerem stoczniowym M850 . Aby umożliwić budowę jednostek typu Alkmaar, w stoczni powstała nowa hala montażowa o długości 144 metrów, szerokości 43 metrów i wysokości 23 metrów . Stępkę okrętu położono 30 stycznia 1979 roku, a zwodowany został 18 maja 1982 roku. Jednostka otrzymała nazwę na cześć jednego z najważniejszych miast holenderskiej wojny o niepodległość w XVI wieku – Alkmaar . Koszt budowy okrętu wyniósł 75 milionów guldenów . Próby morskie niszczyciela min trwały od 14 lutego do 14 kwietnia 1983 roku .

## Dane taktyczno-techniczne

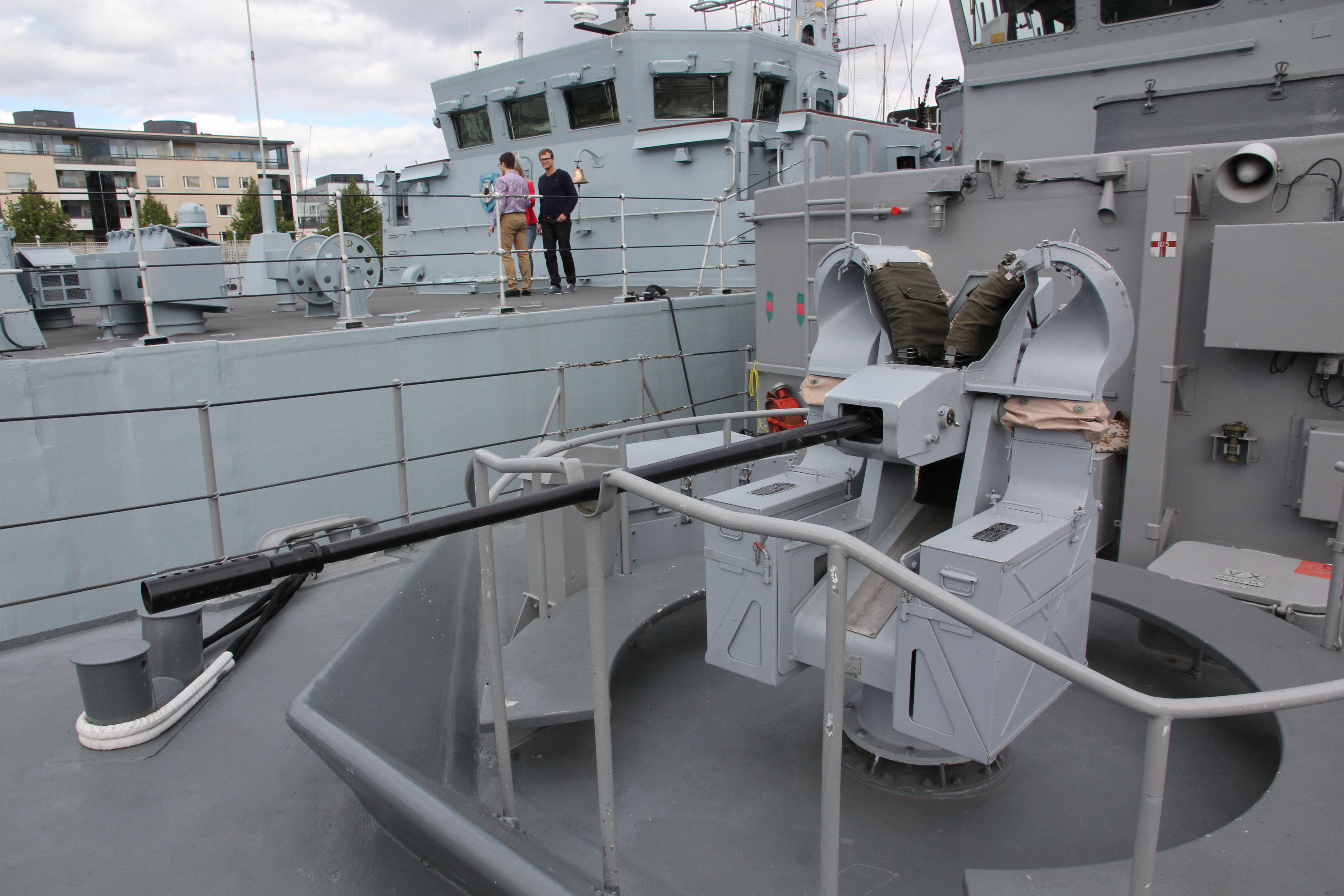
Armata automatyczna 20 mm Giat F2 na pokładzie „Tālivaldis”

Okręt jest niszczycielem min z kadłubem, pokładem i grodziami wykonanymi z laminatów poliestrowo-szklanych o łącznej masie 180 ton, w tym około 16 km tkaniny z włókna szklanego . Wewnątrz wyłożonego balsą kadłuba znajduje się szkielet usztywniający konstrukcję, z wzdłużnikami zwiększającymi odporność na podwodne wybuchy. Jednostka charakteryzuje się uniesionym dziobem i ciągłym pokładem głównym na przeważającej długości kadłuba, przechodzącym uskokiem do niskiej części rufowej. Na pokładzie znajduje się niska i długa nadbudówka, z pomostem bojowym w przedniej części; za pomostem umieszczony został maszt palowy, a za nim niski, zwężający się ku górze komin o ściętym wierzchołku. Na końcu nadbudówki zamontowany został drugi maszt z anteną łączności satelitarnej, a na pokładzie rufowym zainstalowano żurawik. Na rufie przewidziano też miejsce na kontener o masie 5 ton, przeznaczony na dodatkowe wyposażenie. Okręt wyposażony jest w aktywny system stabilizacji przechyłów, który tworzą wyposażone w silniki hydrauliczne zbiorniki paliwa w kształcie litery „V” oraz boczne stabilizatory. Autonomiczność okrętu wynosi 15 dób. Pomieszczenia okrętowe są klimatyzowane, a z udogodnień zainstalowano m.in. chłodnię i pralnię .
Długość całkowita wynosi 51,5 metra (47,1 metra między pionami), szerokość 8,9 metra i zanurzenie 2,5 metra (kadłuba, z opuszczonym sonarem sięga 3,8 metra) . Wyporność standardowa wynosi 562 tony, a pełna 595 ton. Główny napęd okrętu stanowi jeden silnik wysokoprężny Brons-Werkspoor A-RUB 215X-12 o mocy 1370 kW (1860 KM), napędzający pojedynczą śrubę o zmiennym skoku; na rufie znajdują się dwa stery z napędem elektrycznym. Napęd pomocniczy tworzą dwa silniki elektryczne ACEC o łącznej mocy 179 kW (240 KM) oraz dwa aktywne stery strumieniowe Schottel . Prędkość maksymalna okrętu wynosi 15 węzłów przy wykorzystaniu napędu głównego i 7 węzłów na silnikach elektrycznych. Zasięg jednostki wynosił 3000 Mm przy prędkości 12 węzłów.
Uzbrojenie artyleryjskie okrętu stanowi umieszczona w części dziobowej pojedyncza armata automatyczna kalibru 20 mm Giat 20F2 L/90 . Masa armaty z amunicją wynosi 470 kg, kąt podniesienia lufy od -15° do +60°, szybkostrzelność teoretyczna 720 strz./min, a donośność skuteczna od 1200 do 2000 metrów. Wyposażenie przeciwminowe stanowią dwa pojazdy podwodne PAP-104 oraz trał mechaniczny lekki i trał mechaniczny OD 3 Oropesa. Pojazdy podwodne PAP-104 (fr. Poisson Auto Propuise) mają długość 2,7 metra, szerokość 1,2 metra, wysokość 1,3 metra i masę 700 kg (w tym  przenoszony 100-kilogramowy materiał wybuchowy). Sterowane przewodowo mogą operować w odległości 500 metrów od okrętu na maksymalnej głębokości 300 metrów przy stanie morza 3; napędzane dwoma silnikami elektrycznymi mogą poruszać się z prędkością 5 węzłów i na jednym ładowaniu wykonać pięć trwających 20 minut akcji. Jednostka wyposażona została też w sprzęt do nurkowania, w tym w jednoosobową komorę dekompresyjną; w przypadku choroby dekompresyjnej nurka komora może zostać zabrana z pokładu przy pomocy śmigłowca .
Wyposażenie radioelektroniczne obejmowało początkowo radar nawigacyjny Racal-Decca 1229C i podkadłubowy sonar Thomson Sintra DUBM 21A, system wyznaczania pozycji Decca HI-FIK-6, system dowodzenia EVEC-20 oraz systemy radionawigacyjne Toran i Syledis.
W zależności od wykonywanych zadań załoga okrętu liczyła od 29 do 42 osób.

## Służba

### Holandia

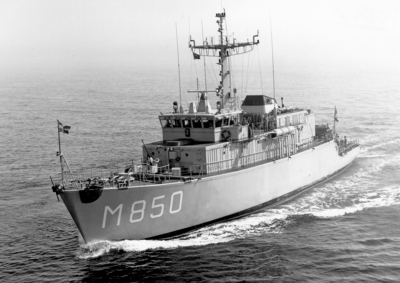
Hr.Ms. „Alkmaar” (M850)

Hr.Ms. „Alkmaar” został wcielony w skład Koninklijke Marine 28 maja 1983 roku, otrzymując numer taktyczny M850. Pierwszym dowódcą okrętu został mianowany por. mar. E.H.G. Michelhoff . Wiosną 1984 roku jednostka odbyła rejs na Morze Śródziemne, promując nowy typ niszczyciela min jako produkt eksportowy . Głównym rejonem działania jednostki było Morze Północne i Bałtyckie, a oprócz zadań zwalczania zagrożenia minowego okręt realizował także misje patrolowe . W 1990 roku „Alkmaar” wraz z siostrzanym „Zierikzee” uczestniczył w ćwiczeniach NATO Safe Pass przeprowadzonych u wybrzeży Ameryki. W 1997 roku dowódcą niszczyciela min została Jeanette Morang – pierwsza kobieta piastująca takie stanowisko w holenderskiej marynarce . Hr.Ms. „Alkmaar” został wycofany ze służby 12 maja 2000 roku z powodu cięć budżetowych .

### Łotwa
We wrześniu 2005 roku Holandia zawarła, opiewający na kwotę 69,4 mln dolarów, kontrakt na sprzedaż Łotwie pięciu wycofanych ze służby niszczycieli min („Alkmaar”, „Delfzijl”, „Dordrecht”, „Harlingen” i „Scheveningen”). W 2010 roku, z powodu problemów finansowych Łotwy oraz zgłaszanego przez odbiorcę złego stanu technicznego okrętów i braku ich dokumentacji technicznej, dokonano korekty kontraktu, odraczając spłatę jego części w wysokości 16 mln euro do 2013 roku i opóźniając przejęcie jednostki. Po przeprowadzeniu remontu i zmianie wyposażenia (m.in. wymianie radarów na modele Furuno FR-2115 i Consilium Selesmar MM 950 oraz dodaniu uzbrojenia w postaci dwóch wkm kalibru 12,7 mm), okręt został wcielony do służby w Latvijas Jūras spēki 13 lipca 2011 roku pod nazwą „Rūsiņš” (numer taktyczny M-08) . Etatowa załoga okrętu w służbie łotewskiej liczy 44 osoby . Na początku września 2013 roku okręt udał się na wody Zatoki Fińskiej w celu umieszczenia tablicy pamiątkowej na wraku pierwszego łotewskiego okrętu „Virsaitis”, który zatonął na minie w 1941 roku . W dniach 15–16 listopada w Zatoce Ryskiej i Cieśninie Irbe niszczyciele min „Rūsiņš” i „Viesturs” wraz z okrętem wsparcia i dowodzenia „Virsaitis” uczestniczyły w ćwiczeniach marynarki łotewskiej „Flotex 2013” . 29 marca 2014 roku, w 10. rocznicę przystąpienia Łotwy do Sojuszu Północnoatlantyckiego, „Rūsiņš”, „Viesturs” i „Virsaitis” udostępniono do zwiedzania w Lipawie . Od 22 do 30 kwietnia 2014 roku na wodach terytorialnych Estonii miały miejsce ćwiczenia powstałego w 1998 roku dywizjonu morskiego państw bałtyckich (BALTRON) pod nazwą „Squadex 2014”, w których flotę łotewską reprezentował „Rūsiņš” . W dniach od 19 do 30 kwietnia 2015 roku na wodach terytorialnych Litwy odbyły się ćwiczenia BALTRON pod kryptonimem „Squadex 1 2015”, w których oprócz okrętów litewskich („Kuršis”, „Skalvis” i „Žemaitis”) wzięły udział „Rūsiņš” i „Virsaitis” . 
Od 18 do 29 kwietnia 2016 roku „Rūsiņš” i „Imanta” wzięły udział w kolejnych ćwiczeniach BALTRON „Squadex 1 2016”, uczestnicząc też w roku następnym w ich kolejnej edycji (od 3 do 13 kwietnia 2017 roku, w składzie uzupełnionym przez „Tālivaldis”)  . 11 kwietnia 2017 roku, w obecności ministra obrony oraz dowódców sił zbrojnych i marynarki Łotwy, na wodach Zatoki Ryskiej odbyła się uroczysta parada floty z okazji 25. rocznicy odnowienia Marynarki Wojennej, w której uczestniczył m.in. „Rūsiņš” . W czerwcu okręt wziął udział w 45. edycji międzynarodowych ćwiczeń sił morskich państw NATO BALTOPS 2017 . Od 24 do 28 lipca „Rūsiņš” uczestniczył w międzynarodowych ćwiczeniach wojskowych „Baltic Bikini 2017”, przeprowadzonych w pobliżu Lipawy . W dniach 18–31 sierpnia „Rūsiņš” wraz z siostrzanym „Imanta” wziął udział w operacji przeciwminowej „Open Spirit 2017” . Od lipca do grudnia 2018 roku „Rūsiņš” operował w składzie Stałego Zespołu Sił Obrony Przeciwminowej NATO (SNMCMG1), biorąc udział w ćwiczeniach wojskowych (m.in. od 21 października do 5 listopada w przeprowadzonych na wodach Norwegii „Trident Juncture”) i operacjach niszczenia min; w trakcie tej służby okręt zlokalizował i zneutralizował pięć min morskich z czasów I i II wojny światowej  . 
W dniach 17–18 listopada z okazji 100. rocznicy niepodległości Łotwy „Rūsiņš”, „Tālivaldis” i „Virsaitis” udostępnione zostały w Rydze do zwiedzania . W lipcu 2019 roku jednostka została udostępniona do zwiedzania w Lipawie z okazji Święta Morza . Od 23 do 30 września 2019 roku „Rūsiņš”, „Imanta” i „Viesturs” uczestniczyły w Lipawie w ćwiczeniach łotewskiej marynarki pod kryptonimem „Flotex” . W dniach 4–14 listopada w Cieśninie Irbe „Rūsiņš”, „Tālivaldis” i „Virsaitis” uczestniczyły w ćwiczeniach sił obrony przeciwminowej „Hod ops” (ang. Historical Ordnance Disposal Operation) . Od 16 do 18 listopada, w ramach obchodów 101. rocznicy proklamowania Republiki Łotwy i stulecia Armii Łotewskiej, „Rūsiņš” wraz z siostrzanym „Tālivaldis” udostępnione były do zwiedzania w porcie w Rydze . Między 2011 a 2020 rokiem okrętem dowodzili m.in. kmdr por. Armands Grebežs i kmdr por. Kaspars Miezītis  . W dniach od 4 do 14 maja w Cieśninie Irbe „Rūsiņš”, „Tālivaldis” i „Virsaitis” wzięły udział w operacji przeciwminowej „Open Spirit 2020” . W 2022 roku rozpoczęła się przeprowadzana przez francuską firmę Exail modernizacja jednostki, dzięki której „Rūsiņš” otrzymał zintegrowane systemy zarządzania walką przeciwminową MINTACS i UMISOFT oraz nowe wyposażenie do zwalczania min: pojazd podwodny A18-M, dwa systemy identyfikacji min SeaScan Mark 2 oraz 10 robotów podwodnych (systemów obrony przeciwminowej) K-STER C  . 3 grudnia 2023 roku załoga „Rūsiņša” ewakuowała chorego członka załogi ze statku towarowego „Lady Alexandra”, dostarczając go do portu w Windawie . Okręt nadal znajduje się w składzie łotewskiej floty (stan na 2023 rok) .